# Eilema signata
Eilema signata är en fjärilsart som beskrevs av Walker 1854. Eilema signata ingår i släktet Eilema och familjen björnspinnare. Inga underarter finns listade i Catalogue of Life.